# Барсег Туманян
Барсег Робертович Туманян (вірм. Բարսեղ Ռոբերտի Թումանյան, нар. 3 серпня 1958, Єреван) — вірменський оперний співак (бас); Народний артист Республіки Вірменія (2006), заслужений артист Вірменської РСР (1987).

## Біографія
Народився у Вірменії 3 серпня 1958 року.
У 1982 році закінчив Єреванську консерваторію імені Комітаса в класі професора А. Г. Карапетяна.
1982—1983 рр. стажування в театрі Ла Скала (Мілан, Італія). В 1985 році закінчив аспірантуру Московської консерваторії під керівництвом Народного артиста СРСР, професора Є. Є. Нестеренко.
З 1980 р. соліст Єреванського академічного театру опери та балету імені Спендіарова. У 1984-87 рр. — соліст двічі Червонопрапорного академічного ансамблю пісні і танцю Радянської Армії імені А. В. Александрова. У 1989 році взяв участь у Гала концерті для постраждалих від землетрусу у Вірменії в Королівському театрі Ковент-Гарден (Лондон).
1990 р. виступив з сольним концертом в Вігмор Холі (Лондон), удостоївшись схвальних відгуків преси. У тому ж році виконав партію Аттіли в однойменній опері Верді в Ковент-Гардені.
Паризький дебют Туманяна відбувся в ролі Мефістофеля («Фауст» Гуно) у постановці Ніколаса Джоеле. Німецький дебют в ролі Бориса Годунова виконує в Мюнхені (постановка Йоаннеса Скафа).
1991 р. виконує партію Ескамільйо в Гамбурзі, Відні, Парижі (Опера Бастильє) і Лондоні (Ковент-Гарден).
1992 р. дебютує у Гала концерті в Бонні.
1989 р. дебют Туманяна у США (р. Бостон), де виконав партію Рамфиса («Аїда» Верді), а потім партію Філіпа II («Дон Карлос» Верді) в Лос-Анджелесі і партію Ассура («Семіраміда» Россіні) в Метрополітен Опера (Нью-Йорк), а так само виступи в інших містах США.
На початку 1990-х років Барсег Туманян починає своє Австралійське турне, отримавши за виконання ролі Мефістофеля приз у номінації «Краща чоловіча роль», а потім успішно дебютує в Нідерландах в ролі Вурма («Луїза Міллер» Верді).
У Південній Америці виконав роль Аттіли в театрі Колон (Аргентина) і Ескамільйо в Каракасі (Венесуела).
З 2005 року Туманян виступає з сольними концертами в престижних залах Європи, Канади і США.
З 2014 року запрошений в якості провідного соліста Державного театру опери та балету «Астана Опера» в Астані, Казахстан, де виконав у складі трупи сцену коронації Бориса з опери «Борис Годунов» у фестивалі «Шовковий шлях» і взяв участь у Світовому турне в Канаді, США, Франції, Голландії і в Бельгії. Виконав партію Рамфіса з опери «Аїда» Верді і дав сольний концерт в камерному залі «Астана Опера».
В серпні 2015 року брав участь у Гала концерті з Асмік Папян в Бейруті з Бейрутським державним симфонічним оркестром. Потім, дав сольний концерт в Лондоні в «Saint Yegishe Cathedral». У листопаді 2015 відбувся дебют партії баса в Реквіємі Моцарта в залі Мюзикверайн.
У різні роки проводив майстер-класи по виконавській майстерності в Парижі, Торонто (Toronto, University of Arts), в Конкордії у Монреалі (McGill University), в Китаї (Chingyan University), Астані (КазНУМ).
Барсег Туманян є дійсним членом Європейської Академії (Ганновер), Міжнародної Академії наук про природу та суспільство. У 2003 посвячений в міжнародні лицарі (Німеччина).
Є членом Міжнародного лицарського союзу.
З 2014 року Барсег Туманян є провідним басом Астана Опера.
З 2015 навчального року є професором кафедри вокального мистецтва і диригування" Казахського Національного Університету Мистецтв (КазНУМ).

## Нагороди та визнання
- 1981 — 3-тя премія і Почесний приз міста Хертогенбос Міжнародного конкурсу співаків у Нідерландах (Хертогенбос, Нідерланди)
- 1983 — Премія Джин Доннель у Міжнародному конкурсі «Вердіївські голоси» (Бусетто, Італія)
- 1986 — 2-га премія Міжнародного конкурсу імені Чайковського (Москва, СРСР)
- 1987 — Гран-прі та спеціальний приз імені Гульбенкяна Міжнародного конкурсу в Ріо-де-Жанейро (Ріо-де-Жанейро, Бразилія)
- 1987 — Заслужений артист Вірменської РСР
- 2002 — Академік МАНПО[1].
- 2003 — Член Європейської Академії (Ганновер, Німеччина)
- 2003 — Орден Лицаря і Член Міжнародного лицарського союзу (Німеччина)
- 2006 — Народний артист Республіки Вірменія
- 2008 — Почесний професор ЄДК імені Комітаса (Єреван, Вірменія)
- 2008 — Золота медаль Міністерства Культури Вірменії
- 2013 — Почесна медаль Прем'єр-міністра Вірменії
- 2013 — Почесна золота медаль Національної Асамблеї Республіки Вірменія
- 2013 — Почесна золота медаль філії Російської Академії природничих наук у США (Лос-Анджелес, США)

## Дискографія
- 1990 — The International Tchaikovsky Competition Laureates (1966—1990) Vocalists.2
- 1992 — Концерт ансамблю Александрова
- 1995 — Сольний диск «Live concert at Wigmore Hall»
- 1997 — Арії з опер
- 1997 — G. Verdi Oberto, conductor Simone Young
- 2000 — Черевички, диригент Г. Рождественський
- 2007 — 10-річчя фестивалю Палаци Петербурга